# Віста-Санта-Роза (Каліфорнія)
Віста-Санта-Роза (англ. Vista Santa Rosa) — переписна місцевість (CDP) в США, в окрузі Ріверсайд штату Каліфорнія. Населення — 2607 осіб (2020).

## Географія
Віста-Санта-Роза розташована за координатами 33°37′17″ пн. ш. 116°12′31″ зх. д. / 33.62139° пн. ш. 116.20861° зх. д. (33.621393, -116.208711).  За даними Бюро перепису населення США в 2010 році переписна місцевість мала площу 41,79 км², з яких 41,75 км² — суходіл та 0,03 км² — водойми.

## Демографія
Згідно з переписом 2010 року, у переписній місцевості мешкало 2926 осіб у 745 домогосподарствах у складі 649 родин. Густота населення становила 70 осіб/км².  Було 856 помешкань (20/км²).
Расовий склад населення:
| - 58,1 % — білих - 4,8 % — корінних американців - 0,3 % — чорних або афроамериканців - 0,2 % — азіатів - 32,2 % — осіб інших рас |

До двох чи більше рас належало 4,5 %. Частка іспаномовних становила 85,0 % від усіх жителів.
За віковим діапазоном населення розподілялося таким чином: 32,4 % — особи молодші 18 років, 59,4 % — особи у віці 18—64 років, 8,2 % — особи у віці 65 років та старші. Медіана віку мешканця становила 29,8 року. На 100 осіб жіночої статі у переписній місцевості припадало 110,8 чоловіків;  на 100 жінок у віці від 18 років та старших — 105,8 чоловіків також старших 18 років.
Середній дохід на одне домашнє господарство  становив 58 512 долари США (медіана — 42 222), а середній дохід на одну сім'ю — 59 742 долари (медіана — 39 375). За межею бідності перебувало 23,6 % осіб, у тому числі 29,7 % дітей у віці до 18 років та 27,6 % осіб у віці 65 років та старших.
Цивільне працевлаштоване населення становило 1024 особи. Основні галузі зайнятості: освіта, охорона здоров'я та соціальна допомога — 24,2 %, сільське господарство, лісництво, риболовля — 17,2 %, роздрібна торгівля — 13,6 %, мистецтво, розваги та відпочинок — 13,6 %.